# Tortoreta d'espatlles barrades
La tortoreta d'espatlles barrades (Geopelia humeralis) és una espècie d'ocell de la família dels colúmbids (Columbidae) que habita boscos de ribera i manglars del sud i sud-est de Nova Guinea, i les franges nord i est d'Austràlia.